# ساموئله لونگو

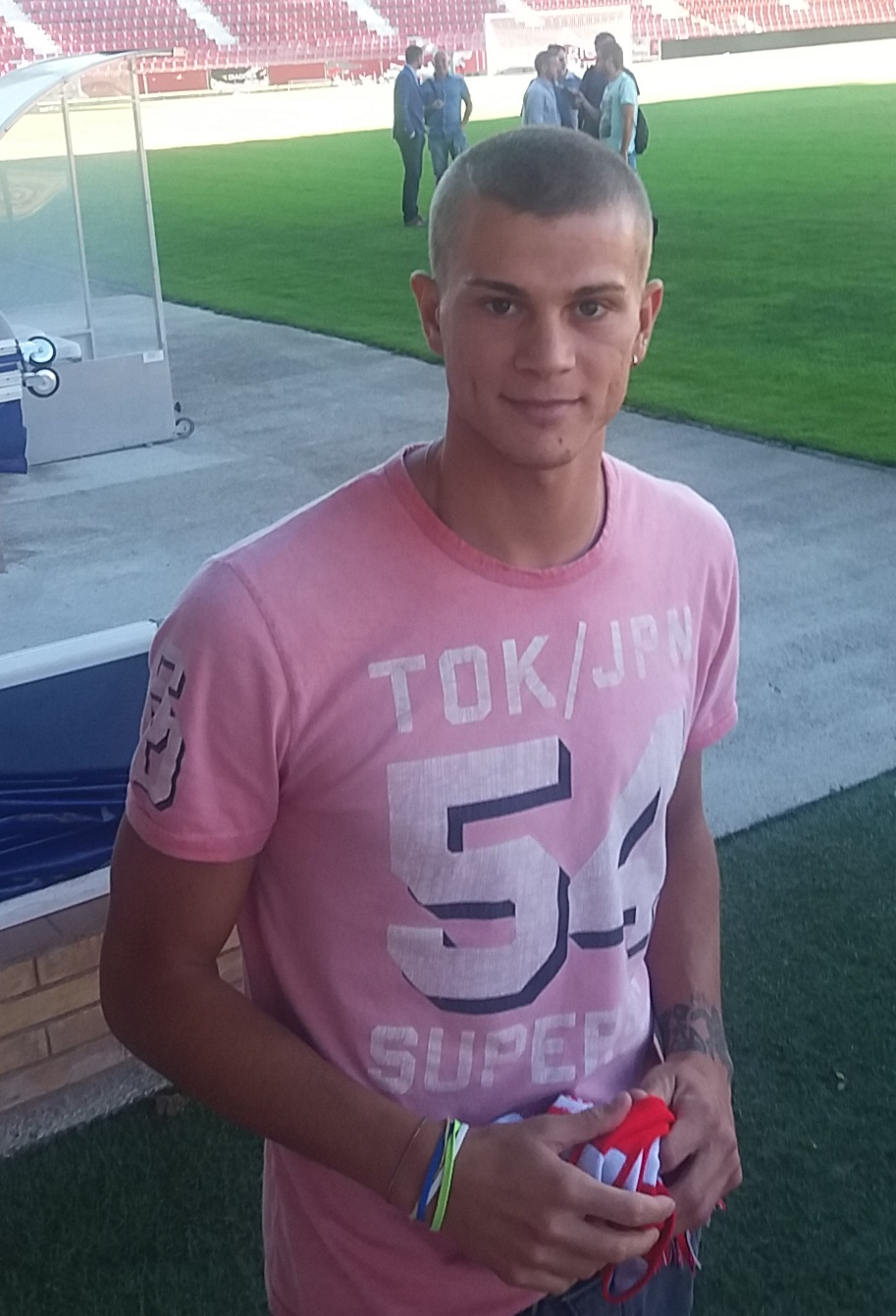
ساموئله لونگو در سال ۲۰۱۶

ساموئله لونگو (ایتالیایی: Samuele Longo؛ زاده ۱۲ ژانویهٔ ۱۹۹۲) یک بازیکن فوتبال اهل ایتالیا و باشگاه ژیرونا است.